# Micronema platypogon
Micronema platypogon är en fiskart som först beskrevs av Ng 2004.  Micronema platypogon ingår i släktet Micronema och familjen malfiskar. Inga underarter finns listade i Catalogue of Life.